# Mieczysław Pisz
Mieczysław Pisz (ur. 3 stycznia 1969 w Dębicy, zm. 19 października 2015) – polski piłkarz występujący na pozycji pomocnika. Grał w Wisłoce Dębica, Igloopolu Dębica, Legii Warszawa, Motorze Lublin, Lubliniance, BKS Bogucin, Siarce Tarnobrzeg, AÉ Ampelókipi, SV Arnstadt/Rudisleben, Okęciu Warszawa i Chełmiance Chełm. Zakończył karierę w 2002, będąc piłkarzem Powiślanki Lipsko. Reprezentant Polski.
W I lidze rozegrał 71 spotkań, w których zdobył trzy gole. Zmarł w następstwie obrażeń odniesionych w wypadku samochodowym. Był bratem innego piłkarza – Leszka Pisza.